# Kliker
Kliker je mala sferična igračka koja se koristi u igri klikeri. Javljaju se u više različitih boja i šara i najčešće su napravljeni od stakla, gline, ahata ili kristala. Uobičajena veličina im je 1.25 cm (½ inča), mada mogu da variraju u veličinama od 0.635 cm (¼ inča) do 7.75 cm (3 inča). Neki umetnički klikeri mogu biti veliki i do 30 cm (12 inča). Klikeri se sakupljaju i iz kolekcionarskih razloga, a pojedini primerci se na Internetu prodaju po ceni od 1.000 do 1.500 €.

## Igre

### Istorija
Početkom dvadesetog veka, male kamene kugle iz oko 2500. godine pre nove ere, koje su arheolozi identifikovali kao klikere, pronađene su iskopavanjima u blizini Mohendžo-Dara, na mestu povezanom sa civilizacijom doline Inda.‍:553 Klikeri se često pominju u rimskoj književnosti, kao u Ovidejovoj pesmi „Nuks“ (u kojoj se pominje igranje igre sa orasima), a ima i mnogo primera klikera sa iskopavanja lokaliteta povezanih sa Haldejcima iz Mesopotamije i starog Egipta. Obično su bili napravljeni od gline, kamena ili stakla. Klikeri su dospeli u Britaniju, uvezom iz Niskih zemalja, tokom srednjeg veka.‍:19
Godine 1503, gradsko veće Nirnberga, Nemačka, ograničilo je igranje klikerskih igara na livadu izvan grada. Naziv „kliker” („mermer”), koji se koristi za male igračke loptice, potiče iz ovog kraja i vremena, a odnosi se na to da su takve lopte napravljene od mermera. U to vreme, klikeri su pravljeni u kamenolomima poliranjem malih fragmenata pravog kamena poput mermera, ahata, alabastera, krečnjaka, pa čak i mesinga.
Nije poznato gde su klikeri prvi put proizvedeni. Jedan nemački duvač stakla je 1846. izumeo makaze za klikere, uređaj za pravljenje klikera.‍:148 Keramički mermeri su ušli u jeftinu masovnu proizvodnju 1870-ih.
Igra je postala popularna širom SAD i drugih zemalja. Prvi masovno proizvedeni klikeri igračke (glina) napravljeni su u SAD u Akronu, Ohajo, od strane S. K. Dajka, početkom 1890-ih. Neki od prvih staklenih klikera proizvedenih u SAD takođe su napravljeni u Akronu od strane Džejmsa Harvija Lejtona. Godine 1903, Martin Frederik Kristensen — takođe iz Akrona — napravio je prve mašinski napravljene staklene klikere na svojoj patentiranoj mašini. Njegova kompanija, M. F. Kristensen & Son Ko, proizvodila je milione igračaka i industrijskih staklenih klikera sve dok nisu prestali sa radom 1917. Sledeća američka kompanija koja je ušla na tržište staklenih klikera bila je Akro Agate. Ovu kompaniju su osnovali Akroniti 1911. godine, mada se nalazila u Klarksburgu, Zapadna Virdžinija. Danas postoje samo dva američka proizvođača klikera za igračke: Jabo Vitro u Rinu, Ohajo, i Marble King, u Paden Sitiju, Zapadna Virdžinija.

### Vrste igre
Jedna igra popularna u Ujedinjenom Kraljevstvu i Sjedinjenim Državama je ring ta (ili „ringer”), gde je krug nacrtan na tlu i nekoliko malih klikera je postavljeno unutar njega. Igrači naizmenično pokušavaju da udare većim „ta” klikere u ove klikere, nastojeći da ih izbace iz kruga.

### Svetsko prvenstvo
Britansko i svetsko prvenstvo u klikerima održava se u Tinsli Grinu, Zapadni Saseks, Engleska, svake godine od 1932. godine. (Klikeri su se igrali u Tinsli Grinu i okolini vekovima: časopis Tajm prati njihovo poreklo od 1588. godine.) Tradicionalno, sezona igranja klikera je počinjala na Čistu sredu i trajala je do podneva Velikog petka: igranje posle toga smatralo se da donosi lošu sreću. Više od 20 timova iz celog sveta učestvuje na prvenstvu, svakog Velikog petka; Nemački timovi su bili uspešni nekoliko puta od 2000. godine, iako lokalni timovi iz Krolija, Koptorna i drugih sela Saseksa i Sarija takođe često učestvuju; prvo prvenstvo; 1932. osvojila je Elen Giri, mlada devojka iz Londona.

## Pravila igre
Postoji više načina igranja, kao i više vrsta pravila. Klikeri se mogu igrati samo igre radi, a mogu se igrati i radi osvajanja klikera protivničkog igrača. Prema jednoj verziji pravila, klikeri se igraju u obeleženom prostoru u kome se nalazi rupa. Ova rupa se u mnogim krajevima naziva roša. Da bi igrač pobedio, treba da svoj kliker ubaci u rupu a onda njime pogodi kliker protivničkog igrača, ili obrnuto. Najbolje je da se kliker iz prvog bacanja ubaci u rupu, ili da se dobaci što bliže njoj. Nakon što je igrač završio sa svojim potezom igraju ostali igrači. Igrač koji je ubacio kliker u rupu ima pravo da gađa kliker protivničkog igrača. Ukoliko ga pogodi, izbacuje ga iz igre i osvaja njegov kliker, ukoliko je tako ranije dogovoreno, odnosno ukoliko se igra u klikere.
Ukoliko igrač nije ubacio kliker u rupu, a našao se blizu nje, postoji opasnost da će ga naredni protivnik koji ubaci kliker u rupu vrlo lako pogoditi. Zato se ponekad primenjuje taktika da se kliker baci što dalje od rupe, naročito u slučaju kada ga je prethodni igrač uspešno ubacio u rupu. Međutim, ukoliko igrač rizikuje i gađa u rupu, u slučaju pogotka biće u prednosti, jer će njegov saigrač onda morati da beži. Ako igrač pogodi kliker protivničkog igrača pre nego što je ubacio svoj kliker u rupu, taj pogodak se pamti, i ako nakon toga ubaci kliker u rupu, pobedio je. Međutim, ako protivnički igrač u međuvremenu pogodi njegov kliker, taj pogodak se poništava (ukoliko ni protivnički igrač prethodno nije pogodio rupu, jer bi u tom slučaju pobedio). Pravila koja se se ubacuju naknadno u igru su,"KA JAMI"(u tom slučaju igrač mora da pomeri kliker u pravcu jame. Takođe je vrlo poznati "KRES". U slučaju kad kliker koji je bio u jami pogodi protivnički kliker i ne pomeri ga sa mesta, protivnik ima pravo da kaže "NE PRIMAM KRES" time se poništava gađanje i usleđuje ponavljanje istog. Protivniku kada izgubi se najčešće izgovara rečenica "OTPELIO"

## Mašinski proizvođači iz SAD
- M.F. Christensen (1904–1917)[19]
- Akro Agate Company (1911–1951)[20][21]
- Christensen Agate (1925–1933)[22]
- Peltier Glass Company (1927–2002)[23]
- Ravenswood (1928–1955)[24]
- Alley Agate (1929–1947)[25]
- Master Glass (1930–1974)[26]
- Vitro Agate Company (1932–2004)[27][28]
- Kokomo Opalescent Glass Co. (1939–1942)[24]
- Alox (1930-te do 1940-tih)[24]
- Jackson Marble Company(1945–1946)[24]
- Playrite Marble and Novelty Company (1940–1947)[24]
- Cairo Novelty Company(1946–1952)[24]
- Heaton Agate Company (1946–1971)[29]
- Davis Marble Works (1947–1948)[24]
- Marble King (1949-sadašnjost)[30]
- C.E. Bogard & Sons (1971–1986)[29]
- Mid Atlantic of West Virginia (1990–2004)[24]
- JABO, Inc. (1991–2021)[29]
- Sammy's Mountain Marbles (2012-sadašnjost)
- Dave's Appalachian Swirls (2014-sadašnjost)

## Literatura
- Baumann, Paul. Collecting Antique Marbles (4th изд.).
- Collins, Sophie (2007). A Sussex Miscellany. Alfriston: Snake River Press. ISBN 978-1-906022-08-2.
- Gwynne, Peter (1990). A History of Crawley. Chichester: Phillimore & Company. ISBN 0-85033-718-6.
- "Carved stone ball". National Museums of Scotland. Retrieved 22 March 2008
- „Polished stone balls some 5,500 years' old discovered in Orkney tomb”. University of Central Lancashire.
- „Stone balls”. Ashmolean Museum. Архивирано из оригинала 11. 01. 2017. г. Приступљено 01. 05. 2023.
- „Neolithic ball”. British Museum. Search collection.
- Cummins, W.A. (1999). The Picts and their Symbols. Sutton Publishing. ISBN 0-7509-2207-9.
- „Wednesday, 7 August 2013”. Orkneyjar (blog). Dig Diary – Ness of Brodgar. 2013-08-07. Архивирано из оригинала 25. 3. 2014. г. Приступљено 10. 8. 2013.
- Evans, John, Sir (1897). The Ancient Stone Implements, Weapons and Ornaments of Great Britain (2nd изд.). Longmans, Green, & Co.
- Hart, George (1998). „Neolithic carved stone polyhedra”. Virtual polyhedra. georgehart.com.
- Lloyd, David Robert (2012). „How old are the Platonic solids?”. British Society for the History of Mathematics Bulletin. 27 (3): 131—140. S2CID 119544202. doi:10.1080/17498430.2012.670845.
- Marshall, D.N. (1976—1977). „Carved stone balls”. Proceedings of the Society of Antiquaries of Scotland. 108.
- Marshall, D.N. (1983). „Further notes on carved stone balls”. Proceedings of the Society of Antiquaries of Scotland. 113. doi:10.9750/PSAS.113.628.630.
- Secrets of Stonehenge (science documentary / transcript). Nova. PBS. новембар 2010.
- Powell, T.G.E. (1966). Prehistoric Art. Thames & Hudson. ISBN 0-500-20046-7.
- Rees, Thomas; Hunter, Fraser (2000). „Archaeological excavation of a medieval structure and an assemblage of prehistoric artefacts from the summit of Traprain Law, East Lothian, 1996 - 1997”. Proceedings of the Society of Antiquaries of Scotland. 130: 413—440.
- „Discovering the secrets of Stonehenge”. Science Daily. 20. 11. 2010. Приступљено 8. 7. 2011.
- Chris L. Stewart-Moffitt (2022). The Circular Archetype in Microcosm: The Carved Stone Balls of Late Neolithic Scotland. Archaeopress Publishing Ltd.
- Young, Andrew T. „The Ground Stone Tools of Britain and Ireland: An experimental approach”. Archaeology (doctoral research profile). University of Exeter. Архивирано из оригинала 20. 09. 2015. г. Приступљено 30. 8. 2014.
- Smith, John Alexander (1874—1876). „Notes of small ornamented stone balls found in different parts of Scotland, &c., with remarks on their supposed age and use”. Proceedings of the Society of Antiquaries of Scotland. V (11): 29—62.
- Smith, John Alexander (1874—1876). „Additional notes of small ornamented stone balls found in different parts of Scotland, &c.”. Proceedings of the Society of Antiquaries of Scotland. V (11): 313—319.